# Dark Matter (seriál)
Dark Matter je kanadský sci-fi televizní seriál od Josepha Mallozziho a Paula Mullieho, vysílaný v letech 2015–2017. Seriál je založený na stejnojmenné komiksové předloze. Stanice Syfy objednala 13 dílů pro první řadu dne 14. října 2014. První díl se vysílal 12. června 2015 v 10 hodin večer na stanici Syfy. Dne 1. září 2017 byl seriál po třech řadách zrušen.

## Obsazení

### Hlavní postavy
- Marc Bendavid jako One neboli Jace Corso (Derrick Moss)
- Melissa O'Neil jako Two neboli Portia Lin
- Anthony Lemke jako Three neboli Marcus Boone
- Alex Mallari Jr. jako Four neboli Ryo Tetsuda
- Jodelle Ferland jako Five neboli Das
- Roger Cross jako Six neboli Griffin Jones
- Zoie Palmer jako Android

### Vedlejší postavy
- David Hewlett jako Tabor Calchek
- Amanda Brugel jako Keeley

### Hostující hvězdy
- Torri Higginson jako Commander Delaney Truffault
- Ruby Rose jako Wendy

## Vysílání
| Řada | Díly | Premiéra v Kanadě | Premiéra v Kanadě |
| Řada | Díly | První díl         | Poslední díl      |
| ---- | ---- | ----------------- | ----------------- |
| 1    | 13   | 12. června 2015   | 28. srpna 2015    |
| 2    | 13   | 1. července 2016  | 16. září 2016     |
| 3    | 13   | 9. června 2016    | 25. srpna 2017    |

## Produkce
Natáčení první série započalo v Torontu v Kanadě 9. ledna 2015.

## Zrušení
Dne 1. září 2017 byl seriál americkou kabelovou televizní stanicí Syfy zrušen. Událo se tak po třetí řadě, jejíž poslední díl měl premiéru 25. srpna 2017. Zrušení seriálu však vyvolalo silnou odezvu ze stran fanoušků a samotných tvůrců. Fanoušci se snažili, aby se seriál vrátil zpět na televizní obrazovky. Důkazem je tweetování #RockTheRaza v noci 8. září 2017, kde se mimo jiné zapojili i lidé z Evropy, Afriky, Austrálie nebo Ruska, či petice, kterou podepsalo přes 77 000 lidí.